# Comité de la Primera Enmienda

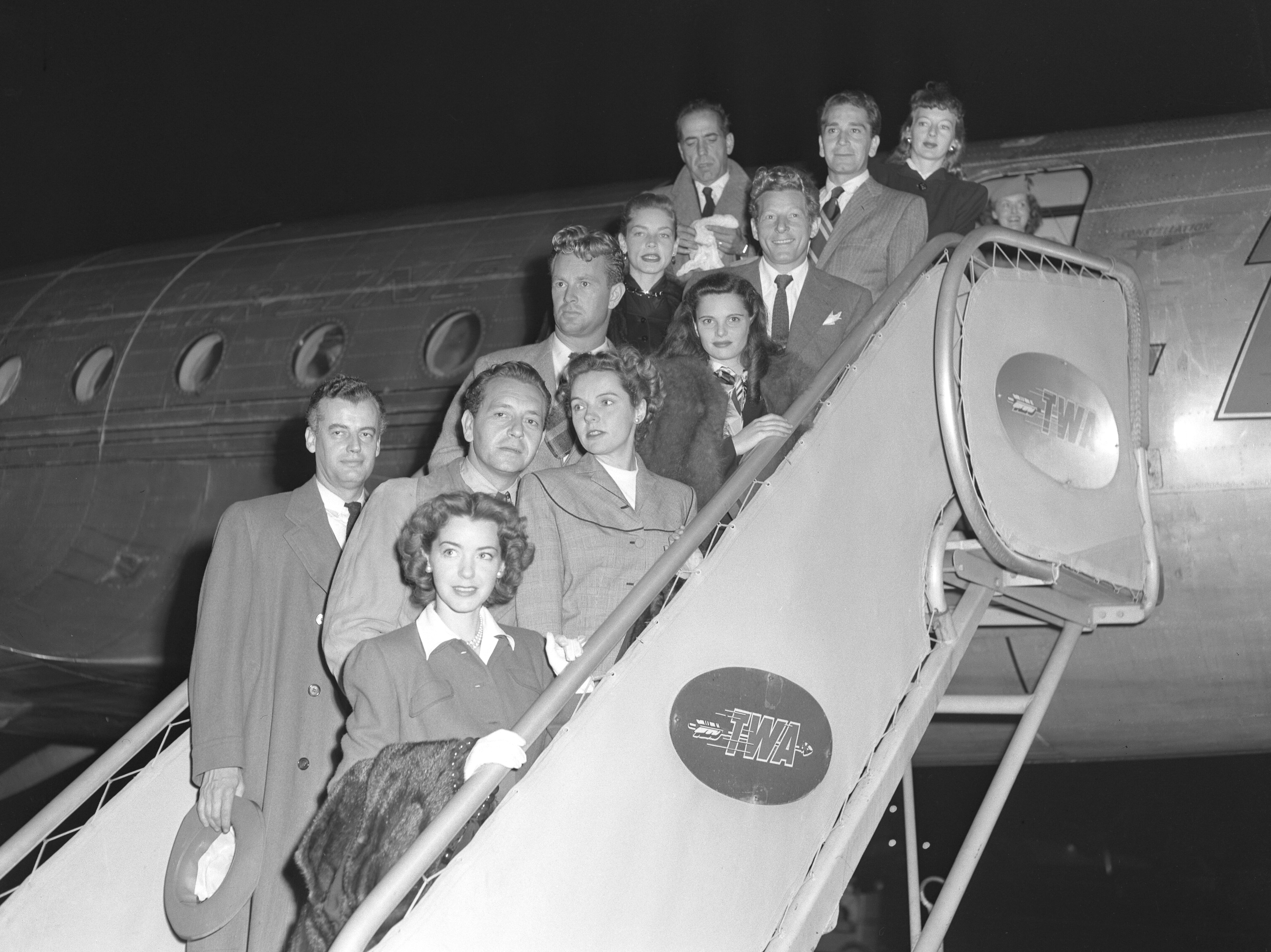
Miembros del Comité (1947)

El Comité de la Primera Enmienda (Committee for the First Amendment en inglés) fue un grupo de actores formado en septiembre de 1947 en apoyo de los diez de Hollywood durante las sesiones celebradas por el Comité de Actividades Antiestadounidenses. Fue fundado por el guionista Philip Dunne, la actriz Myrna Loy y los directores John Huston y William Wyler.
Formaron parte del Comité Humphrey Bogart, Lauren Bacall, Henry Fonda, Bette Davis, Gene Kelly, John Garfield, Edward G. Robinson, Judy Garland, Vincente Minnelli, Katharine Hepburn, Paul Henreid, Dorothy Dandridge, Jane Wyatt, Melvyn Douglas, Ira Gershwin, Billy Wilder, Sterling Hayden, June Havoc, Evelyn Keyes, Marsha Hunt, Groucho Marx, Lucille Ball, Danny Kaye, Lena Horne, Robert Ryan, Jules Buck, Frank Sinatra, Paulette Goddard, entre otros.
El 27 de octubre de 1947, el grupo voló a Washington D. C. para protestar contra las sesiones celebradas en el Capitolio. No solo su actividad no obtuvo los resultados deseados, sino que, a partir de entonces, ser miembro del Comité comenzó a resultar peligroso. Ira Gershwin, por ejemplo, fue citado por el anticomunista Comité Tenney de California para dar explicaciones su participación en el grupo de la Primera Enmienda.
Bogart, Garfield, y Robinson, posteriormente, afirmaron que su apoyo a los diez de Hollywood había sido obtenido con engaño (tanto Garfield como Robinson fueron incluidos más tarde en la lista negra). La revista Photoplay, en marzo de 1948, publicó el artículo I'm No Communist ('No soy comunista') de Bogart, en el que afirmó que él y otros miembros del Comité no sabían que algunos de los diez de Hollywood eran realmente comunistas.